# Escut del Priorat
L'escut oficial del Priorat té la següent descripció:
Escut caironat: d'argent, una branca d'olivera de sinople fruitada de sable, sobremuntada d'una creu grega patent de sable i acostada de dos raïms de porpra pampolats de sinople; la bordura componada d'or i de gules. Per timbre, una corona mural de comarca.

## Història
Va ser aprovat el 28 de juny del 2007 i publicat al DOGC l'11 de juliol del mateix any.
L'escut representa els principals conreus d'aquesta comarca essencialment agrícola: l'olivera i la vinya, que han donat productes de tanta reputació com l'oli de Siurana i el vi de les denominacions d'origen Priorat i Montsant. La creu de sable fa referència al priorat cartoixà d'Escaladei, del qual pren el nom la comarca. La bordura representa els quatre pals de l'escut de Catalunya.